# Kalika-Purâna
 (juillet 2008).
Si vous disposez d'ouvrages ou d'articles de référence ou si vous connaissez des sites web de qualité traitant du thème abordé ici, merci de compléter l'article en donnant les références utiles à sa vérifiabilité et en les liant à la section « Notes et références ».

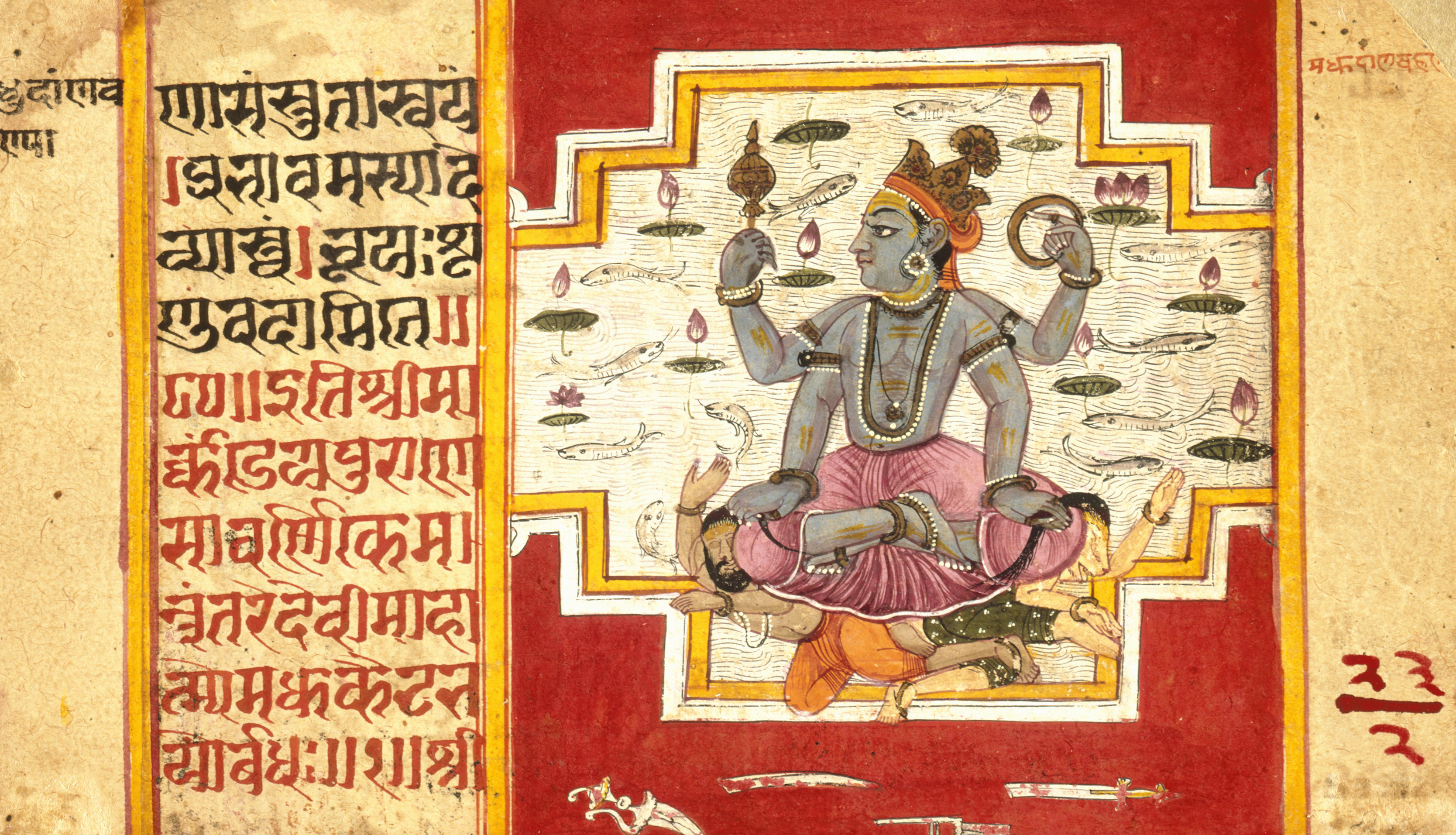
Exemple de Kalika-Purâna.

Le Kalika-Purâna (ou Kali-Purana) est comme les autres Purana, un texte en vers relatant à la fois des faits mythologiques et un traité religieux hindou. Il a été composé vers le Xe siècle dans une région appelée le Kāmarūpa et qui se trouve aujourd'hui dans l'Assam, ce qui en fait un Sthalapurâna.
Ce Smriti, connu partout en Inde, est classé par certains groupes hindous comme un des 18 Upapurânas. Il est composé de 9000 stances réparties en 98 chapitres et est dédié à l'adoration de Kālī, l'épouse de Shiva, dans l'une ou l'autre de ses multiples formes, telles que Giri-ja, Devi, Bhadra-Kali, Kalika, Mahamaya, ... Il glorifie la déesse mère primordiale Kamakhya. Ce texte est un des piliers de la foi Shaktisme et fait référence aux principes féminins qui animent le pouvoir divin.
C'est l'un des rares textes religieux hindous qui utilisent ce terme. L'Inde y apparaît comme le corps de Mahamaya, la divine mère. Ce texte détaille les procédures rituelles pour adorer la déesse et certaines pages ont choqué car elles relatent un rituel pour les sacrifices humains. Il a été partiellement traduit en anglais en 1799 et en 1947, il n'a été traduit pour moitié qu'en 1972.
Selon les hindouistes actuels, l'objectif principal du texte semble être une tentative de combler l'écart entre les pratiques religieuses orthodoxes et les tabous tantriques - comme l'utilisation de la viande, des médicaments et de la non-pureté rituelle occasionnée par les rapports sexuels.